# Kunsthandel de Protector
De Protector is de naam van verschillende bedrijven die achtereenvolgens in de eerste helft van de twintigste eeuw in Rotterdam actief waren als kunsthandel en galerie.

## Geschiedenis
Naar locatie en eigenaar wordt de geschiedenis in drie bedrijven onderverdeeld. Ten eerste de locatie Zuidblaak 70a waar het bedrijf onder de eerste eigenaren gevestigd was. Ten tweede de locatie Schiedamschedijk 6a waar het bedrijf onder een nieuwe eigenaar gevestigd was. Tot slot een ander bedrijf dat handig van de vrijgekomen naam en de naamsbekendheid gebruik maakte om, als nevenactiviteit, een kunsthandel te beginnen.

### Zuidblaak 70a

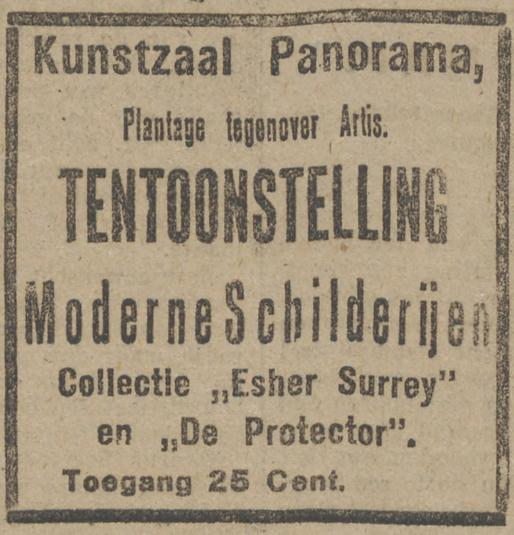
Advertentie tentoonstelling Kunstzaal Panorama Amsterdam 1916

N.V. Kunsthandel "De Protector" wordt in februari 1912 opgericht met als directeur J. D. Brinkmann en als commissaris J. H. van Rede. Met de naam willen de oprichters uitdrukken dat men als "beschermer" van de kunst optreedt, "De Protector" steunt veelbelovende kunstenaars. De eerste exposant, die ook later terugkeert, is Anton Dirckx, die gesteund wordt met een jaargeld. Aangezien Dirckx een jaar eerder een van zijn eerste exposities bij de Scheveningse kunsthandel van P.J. Zürcher houdt, waar Brinkmann op dat moment mogelijk werkt, is het aannemelijk dat het idee voor de steun aan Dirckx, de oprichting van "De Protector" en de aanstelling van Brinkmann tijdens die Scheveningse expositie ontstaan is, ook omdat er langer een Scheveningse betrokkenheid blijft bestaan.
Op 1 februari 1913 wordt Bernard Canter de artistiek leider van "De Protector". Vanwege de betekenis van die laatste voor het Rotterdamse modernisme haalt deze eerste incarnatie van "De Protector" de kunstgeschiedenisboeken. Na de eerste algemeen directeur Brinkmann volgt ten minste nog één Hagenaar. De laatste directeur in de periode aan de Zuidblaak is, volgens de advertenties, de Haagse kunsthandelaar C.J.R. Bignell. Mogelijk is hij dan ook de eigenaar van de kunsthandel. Zijn Haagse onderneming Esher Surrey wordt in die tijd ten minste één keer samen met de "De Protector" als verzorger van een tentoonstelling genoemd.
Vanaf de opening tot medio 1918 blijft het bedrijf gevestigd aan de toenmalige Zuidblaak. Gedurende deze periode exposeert en verkoopt men werk van zeer uiteenlopende eigentijdse kunstenaars en amateurs waar onder Julius Seyler, Johan Braakensiek & Frits Mondriaan, Dirk Smorenberg, Ype Wenning, Jacques Zon, Marie Wandscheer, August Willem van Voorden, Charles Dankmeijer, David Bautz, Ben Viegers, Jan Mankes, Paul Arntzenius, Pieter Cornelis de Moor, Jan van Rhijnnen, ..

### Schiedamschedijk 6a

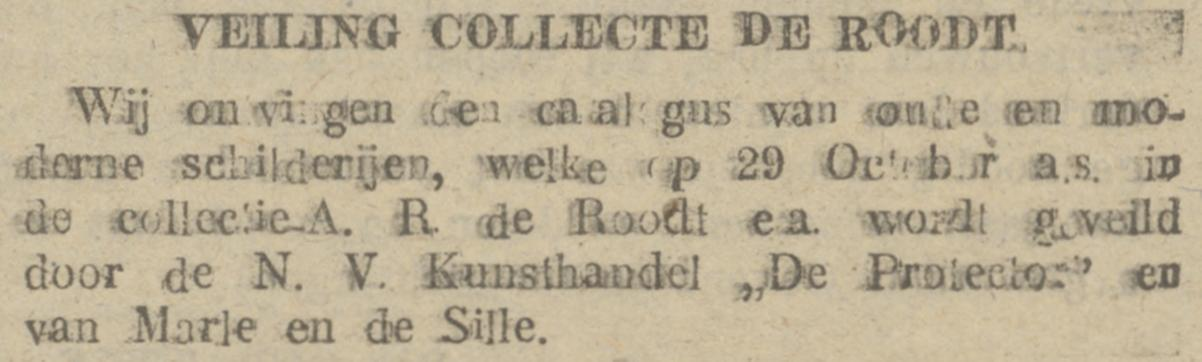
Veiling Collectie de Roodt 1918 Nieuw adres, nieuwe eigenaar

In de tweede helft van 1918 wordt de kunsthandel gevestigd op een nieuw adres, zoals de advertenties vermelden: "tegenover museum Boijmans" ("Boijmans", nog zonder "van Beuningen" is dan gevestigd in Het Schielandshuis). Ook wordt, na een periode van samenwerking met Van Marle en de Sille, dat laatste bedrijf de nieuwe eigenaar van "De Protector". Waarschijnlijk maakt die wisseling van eigenaar onderdeel uit van een zakelijke transactie aangezien ten tijde van deze overname J.C.R. Bignell (de oude eigenaar) en Ludwig van Marle (de nieuwe eigenaar) een gezamenlijk bedrijf beginnen onder de naam Van Marle en Bignell.
Het is aannemelijk dat onder de nieuwe eigenaar, een veilinghandel, de nadruk meer op veilingen komt te liggen dan bij de vorige eigenaar, die op dat moment vooral een galeriehouder en kunstkenner is. Een van de eerste activiteiten, nog vóór de verhuizing en waarbij "Van Marle en De Sille" wordt genoemd, is dan ook een veiling, net als een van de laatste activiteiten vóór die verhuizing waarbij zowel de voormalige directeur als de nieuwe eigenaar genoemd worden. De nieuwe eigenaar weet er, om welke reden dan ook, mogelijk geen succes van te maken aangezien eind 1921 deze "Protector" wordt opgeheven. Hoewel de naam "De Protector" tijdelijk verdwijnt worden de activiteiten nog een paar jaar voortgezet door de directrice en schoonzus van van Rede, Annie Everts, onder haar eigen naam als "Kunsthandel Everts" in "Huize van Hasselt" aan de Schiedamschesingel 35.
Tot de exposerende kunstenaars behoren onder meer Raoul Hynckes, Emiel Jacques, .. Een aantal tentoonstellingen wordt meer of minder uitgebreid besproken in kranten zoals van Willem van Konijnenburg, Arnold Vrijthoff en Le Roy, Marie van Regteren Altena, Jan Harm Weijns, Albert Gos, ..

### Kreijns en Zoon
Theodorus Adrianus Antonius Kreijns (1871 - 1941) begint in 1892 een schildersbedrijf voor huis- en decoratieschilderwerk in Rotterdam. De zaken gaan blijkbaar goed zodat hij in de volgende jaren meerdere personeelsleden kan aannemen die ook lang in de onderneming blijven werken. Rond 1920 wordt een zoon, Theodorus Petrus Kreijns, deelnemer in het bedrijf en wordt de naam overeenkomstig verandert. Alles wijst er op dat het ondernemerschap van Th. Kreijns jr. en zijn belangstelling voor kunst reden zijn om het werkterrein van de firma uit te breiden tot kunsthandel. Mogelijk is het commercieel inzicht dat de nieuwe firmant doet besluiten om een bekende oude naam nieuw leven in te blazen voor de nevenactiviteiten zodat die niet langer geassocieerd worden met schilderen, beglazing en verzekeringen. Hoewel de "annex kunsthandel" nog even genoemd blijft worden in de advertenties wordt tegelijkertijd in april 1926 aangekondigd dat op de Zeevischmarkt 8a weer een kunsthandel "De Protector" geopend zal worden. De Nieuwe Rotterdamsche Courant vermeldt dat de initiatiefnemer de heer "T. Kreyns" is.
Een gedwongen verhuizing in 1933 wordt aangegrepen om door de architect H.P.J. de Vries een interieur te laten ontwerpen en Philips de verlichting te laten verzorgen in het nieuwe onderkomen aan de Witte de Withstraat 29. Met zeer verrassend resultaat! aldus het Rotterdamsch Nieuwsblad.
Op 1 mei 1940 opent Kunsthandel “De Protector” nog een nieuwe tentoonstelling in het pand aan de Witte de Withstraat 29. Krap twee weken later, na het Bombardement op Rotterdam, bevindt een deel van de Witte de Witstraat zich binnen de brandgrens. Hoewel nummer 29 gespaard is, is de ravage in het pand en omgeving waarschijnlijk te groot om daarin de activiteiten op korte termijn voort te kunnen zetten. De werkplaats van het schildersbedrijf verhuist naar de Rembrandtstraat en de kunsthandel trekt in bij het kantoor van het schildersbedrijf aan de Statensingel 96a.
Op 30 april 1941 heropent de zaak aan de Meent 124, in het beursgebouw, waarbij de benedenverdieping vooral bestemd is voor de verkoop en boven twee zalen voor exposities zijn. Tot begin 1948 blijft de kunsthandel op dit laatste adres bestaan. De na-oorlogse exposities lopen uiteen van een portret van de koningin tot een schildersclub. Kort na de viering van het vijftigjarig dienstverband van twee personeelsleden van de firma Kreijns sluit men de vestiging aan de Meent in juli 1948. Hoewel het schildersbedrijf nog blijft bestaan tot na het overlijden van Th. Kreijns jr. is er, voor zover bekend, geen sprake meer van een kunsthandel "De Protector" na juli 1948.
De firma Kreijns en Zoon handhaaft de traditie van de oorspronkelijke Protector door vaak werk van veelal eigentijdse (jonge) Rotrerdamse kunstenaars te tonen. Onder meer de volgende kunstenaars exposeren bij "De Protector": Evert Moll, Aart Glansdorp, Jan Damme, Jac. van Rossum, Frits Brouwer, Hendrik Pieter Groen, Willem van Nieuwenhoven, Antonie Bal, Herman van Rossum, Wim Heinecke, Cor Noltee,

## Externe verwijzingen
- Joods Efrgoed Rotterdam - Witte de Withstraat
- RKD 757996 Uitnodiging voor een tentoonstelling met werk van Cornelis Jan Mension op 1916-05-23
- RKD 755229 Uitnodiging voor een tentoonstelling met werk van Marius Bauer op 1917-07-01